# Ponthieva racemosa
Ponthieva racemosa là một loài thực vật trong họ Lan. Chúng được tìm thấy ở vùng Đông nam Hoa Kỳ đến México và tropical America.

## Hình ảnh

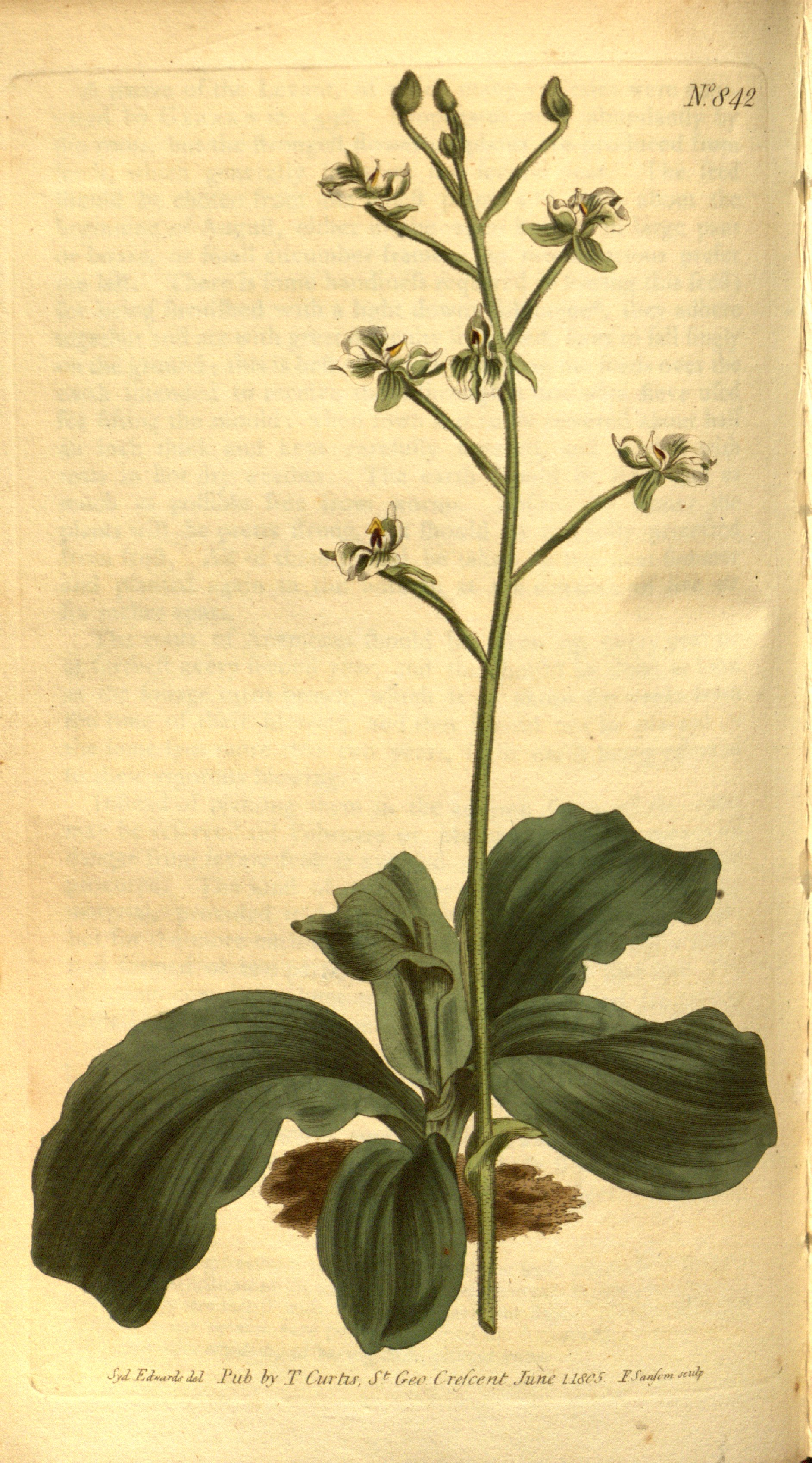